# Paco Cano
Francisco Cano Lorenza, más conocido como Paco Cano o Canito (Alicante, España, 18 de diciembre de 1912-Liria, Valencia, 27 de julio de 2016), fue un reportero gráfico español especializado en fotografía taurina.

## Biografía
Francisco Cano Lorenza nace en Alicante, en el barrio de la Goteta, el 18 de diciembre de 1912.
Era hijo de Vicente Cano, que actuó de novillero con el apodo "Rejillas". Su padre montó un pequeño negocio de alquiler de sillas y toldos, en el que Canito dio sus primeros pases a una res, que se había escapado del matadero.
A los 17 años, Cano prueba fortuna como boxeador, dentro del peso mosca. Se iguala por su talla a otro gran fotógrafo taurino, Pepito Aguayo, que llegará a ser el cámara de Luis Buñuel. Prueba luego otro de los caminos clásicos para escapar de la pobreza, en aquellos años: se tira al ruedo de Alicante, como espontáneo, en una novillada, y va a parar al calabozo. Debuta luego como sobresaliente junto a las novilleras hermanas Palmeño. Interviene en algún festejo en Orihuela, en Alicante sufre su primera cornada.
Durante la guerra civil española vive en Madrid; lo acoge y esconde en su casa su gran amigo Gonzalo Guerra Banderas, que le introduce en el mundo de la fotografía; es ayudante de laboratorio en una fábrica de cosméticos y sigue intentando ser torero.
Utiliza primero una máquina Brownie; luego, una Leica, a la que acopla un tubo, a modo de objetivo. No pocos se burlan de este "torero-fotógrafo". Pero él tiene la ventaja de que conoce las dos técnicas: sabe captar el momento adecuado, en el que brilla el arte o se produce el percance.
Decide Cano dejar el traje de luces y vivir de la fotografía. Poco a poco, le van encargando reportajes los maestros: Domingo Ortega, Pepe Luis Vázquez, Luis Miguel Dominguín...
En Alicante, consigue las mejores fotografías de un percance que sufre Manolete.
Más adelante, colaborará Cano con publicaciones como ABC, Marca, El Ruedo, Aplausos... Pero ha sido básicamente lo que en la profesión se llama un freelance, de acuerdo con su temperamento: “A mí me gustaba la independencia, la libertad”, afirmó el fotógrafo.
Mantuvo una estrecha relación con la familia Dominguín, especialmente con Luis Miguel. A fin de que le saldara unas deudas, Cano le acompaña a Linares (Jaén), donde obtiene el mayor éxito profesional de su carrera, lo que le marca como fotógrafo para siempre: es el único reportero gráfico que está en Linares la tarde trágica y que hace un reportaje de la cogida y la muerte de Manolete.
Las imágenes que tomó Cano aquella tarde y la madrugada siguiente dieron la vuelta al mundo. Obtuvo un beneficio económico mínimo por ellas, pero Cano quedó ya para siempre como el fotógrafo de la muerte de Manolete.
Fotografió el cadáver amortajado del diestro con el crucifijo entre las manos, y a su viuda desconsolada por el fin de un amor imposible. Estas imágenes tuvieron gran repercusión en la prensa e impacto en la sociedad, ya que la mayoría de los españoles conocía al torero solo por sus declaraciones de voz en la radio, y las fotos de Cano descubrieron también el rostro del mito.
Francisco Cano retrató a las grandes figuras del toreo, como Gallo, Belmonte, Barrera, Bienvenida, Curro Romero, Dominguín, El Cordobés, Antonio Ordóñez y a sus seguidores, algunos tan famosos como Hemingway, Ortega y Gasset, Ava Gardner, Gary Cooper u Orson Welles.
Cano viajó de ruedo en ruedo para seguir captando instantáneas del arte taurino que tanto le fascinaba. Su trayectoria comenzó a los 30 años, acumulando 69 años de profesión.
Después de más de seis décadas como profesional, su archivo fotográfico posee, sin duda, una riqueza excepcional.

### La fotografía taurina
Demasiado tiempo ha tardado la fotografía en ser reconocida como una de las Bellas Artes. Hoy, sin embargo, los más prestigiosos Museos del mundo entero acogen exposiciones fotográficas y las obras de estos artistas suscitan tantos comentarios como las de los pintores o escultores y llegan a alcanzar cotizaciones astronómicas.
La estimación de la fotografía taurina ha acusado durante años este retraso, a pesar de su objetiva importancia. No es extraño que la Tauromaquia, con su evidente plasticidad, haya atraído a los fotógrafos, herederos de los grabadores románticos, con sus colecciones de estampas, cultas o populares.
En todos esos casos, se trataba de salvar un arte efímero, que nace y muere delante de nosotros. Ese es, por otro lado, uno de sus grandes atractivos: como el teatro, siempre en vivo y en directo, frente a la comodidad y la manipulación del cine, arte enlatado.
Por otro lado, la fotografía taurina —y su justa estimación— se enfrentan a un problema teórico evidente: la inmovilidad de la instantánea fotográfica no parece adecuada para reflejar un arte basado en el movimiento. Pero ese mismo criterio serviría también para descalificar todas las pinturas, dibujos, esculturas y grabados de tema taurino, lo que constituiría, evidentemente, un disparate.
Más aún, como ha mostrado Álvaro Martínez Novillo, la fotografía taurina ha influido enormemente sobre la visión de los pintores, desde Degas a Francis Bacon.
Antes de que las cámaras de cine alcanzaran el nivel técnico actual, la historia de la tauromaquia hay que buscarla en las cámaras de los fotógrafos, a la vez que en las crónicas de periodistas y revisteros.
Muchos de estos fotógrafos eran grandes artistas. En el siglo XX, por ejemplo, Calvache, Alfonso, Kaulak, Baldomero, Cervera... Después de la guerra, Aguayo, Santos Yubero, Finezas, Arjona, Arenas, Zarco, Cuevas, Botán...
A esa ilustre familia artística pertenece el fotógrafo Paco Cano.

## Reconocimientos
- Premio Nacional de Tauromaquia (2014), otorgado por el Ministerio de Cultura y Deporte de España, considerando que "su obra constituye hoy una verdadera antología gráfica de todos los hitos y manifestaciones de la Tauromaquia, hasta ser considerada una fuente documental e histórica indispensable para cuantos quieran estudiar los valores culturales y humanos que integran el patrimonio del arte del toreo".[3]